# Терористичний акт у Беслані
Терористичний акт у Беслані — захоплення заручників у школі № 1 міста Беслан (Північна Осетія, Росія) групою терористів уранці 1 вересня 2004 року під час урочистої лінійки, присвяченої початку навчального року. Упродовж майже трьох днів терористи утримували в замінованому приміщенні школи понад 1100 заручників (переважно дітей, їхніх батьків і працівників школи).
Після провалу переговорів було розпочато штурм із застосуванням вогнеметів, гранатометів і важкої військової техніки, унаслідок чого за офіційною версією російського уряду 334 заручники (переважно діти) загинули. Достеменна кількість жертв невідома, оскільки спочатку справжню кількість заручників приховувала російська влада, а згодом не підтверджувала через складність або відсутність ідентифікації решток. Впродовж днів і навіть місяців після теракту родичі деяких жертв не знали, чи живі їх діти, оскільки лікарні було повністю ізольовано від зовнішнього світу. Через два місяці після теракту, коли уламки пошкодженої школи були вивезені на звалище на околицях Беслана, місцевий водій Муран Кацанов знайшов там людські рештки та документи, що посвідчують особу. Ця знахідка надалі викликала ще більше обурення, а також поставила під сумнів точну кількість жертв.
Бойовики були членами угруповання «Ріядус Саліхін», посланого чеченським ватажком Шамілем Басаєвим, який вимагав виведення російських військ з Чечні та визнання незалежності республіки. На третій день протистояння російські силовики взяли будівлю штурмом, використовуючи важку зброю і техніку, що призвело до пожежі і обвалу даху спортивного залу, де утримувалися заручники, і, як наслідок, великої кількості жертв.
Ця подія мала безпекові та політичні наслідки в Росії, що призвело до низки реформ федерального уряду, які консолідували владу в Кремлі та посилили повноваження президента Росії. Від самого початку теракту російська влада зазнала критики з боку низки спостерігачів і громадських організацій, зокрема «Матері Беслана» і «Голос Беслана». Висувалися звинувачення в використанні надмірної сили при проведенні штурму, що призвело до численних жертв, звинувачення в дезінформації та цензурі в засобах масової інформації.

## Передумови
Після фактичної поразки у Першій російсько-чеченській війні численні російські політичні кола, зокрема військові, висловлювали невдоволення результатами Хасав'юртівських угод, вважаючи, що «чеченську проблему» не розв'язано, а тільки відкладено. Висловлювали побоювання, що приклад Чечні наслідують і інші національні автономії та народи, які були історично приєднані до Росії силоміць. Водночас незалежність молодої незалежної держави Ічкерія не отримала міжнародної підтримки у вигляді визнання її суверенітету провідними світовими державами та ООН.
У період 1996—1999 років Чечня була фактично незалежна від Росії. Проте в країні наростали економічні та політичні негаразди, пов'язані з наслідками війни та післявоєнної кризи. В республіці діяло багато непідконтрольних уряду воєнізованих формувань. Одне з них в серпні 1999 розпочало бойові дії на території Дагестану. Виступ придушили і російське командування, використавши це, як привід для вторгнення, 7 серпня 1999 року розпочало другу військову кампанію проти Ічкерії, яка була не менш кривавою ніж перша.
20 березня 2000 року федеральні війська Росії взяли під контроль всю територію Чеченської республіки, а чеченські загони перейшли до тактики партизанської війни. Чеченці провели кілька рейдів, включаючи напад на друге за величиною місто Чечні Гудермес у вересні 2001 року і атаку загону Гелаєва на Інгушетію в вересні 2002 року. За перший рік після закінчення так званої контр-терористичної операції сталося п'ять підривів на залізниці і шість терактів, зокрема атака на школу в Беслані.
Школа № 1 була однією з семи шкіл у Беслані, місті з населенням близько 35 000 осіб у Республіці Північна Осетія-Аланія на Кавказі. У школі, розташованій поруч з районним відділенням міліції, працювало близько 60 вчителів і навчалося понад 800 учнів. Її спортивний зал, де протягом 52 годин утримували більшість заручників, був нещодавно добудований і мав 10 метрів завширшки і 25 метрів завдовжки. Були повідомлення про те, що в липні 2004 року чоловіки під виглядом ремонтників пронесли до школи зброю і вибухівку, що згодом заперечувала російська влада. Однак кілька свідків згодом дали свідчення, що їх змушували допомагати викрадачам діставати зброю зі схованок, захованих у школі. Також стверджувалося, що «снайперське гніздо» на даху спортзалу було облаштоване заздалегідь.

## Хід подій

### Перший день

#### Напад
Напад стався вранці 1 вересня, коли в школі № 1 міста Беслану проходила урочиста лінійка з приводу святкування Дня знань. О 09:11 за місцевим часом терористи прибули до школи на міліцейському мікроавтобусі «ГАЗель» і військовій вантажівці ГАЗ-66. Багато свідків і незалежних експертів стверджують, що нападників було дві групи, і що перша група вже перебувала в школі, коли друга прибула на вантажівці. Спочатку деякі учні школи прийняли бойовиків за російських спецпризначенців, які відпрацьовували навчання з безпеки. Однак незабаром нападники почали стріляти в повітря і змусили всіх, хто перебував на території школи, зайти в будівлю. Під час початкового хаосу до 50 осіб змогли втекти і повідомити владу про ситуацію, що склалася. Деяким людям також вдалося сховатися в котельні. Після перестрілки з міліцією і озброєним місцевим жителем, в результаті якої, за повідомленнями, один нападник був убитий і двоє отримали поранення, бойовики захопили будівлю школи. За повідомленнями, кількість загиблих у цій перестрілці становила від двох до восьми осіб, а понад десяток людей були поранені.
Нападники захопили близько 1100 заручників. Спочатку російський уряд применшував кількість заручників до 200—400 осіб, а потім з невідомої причини оголосив, що їх було рівно 354. 2005 року російська влада назвав цифру в 1128 осіб. Бойовики зігнали своїх бранців до спортзалу школи і конфіскували всі мобільні телефони. Вони наказали заручникам розмовляти російською мовою і тільки тоді, коли до них зверталися. Коли батько одного з дітей на ім'я Руслан Бетрозов встав, щоб заспокоїти людей і повторити правила місцевою осетинською мовою, до нього підійшов озброєний чоловік, запитав Бетрозова, чи він закінчив, а потім вистрілив йому в голову. Інший батько на ім'я Вадим Боллоєв, який відмовився стати на коліна, також був застрелений загарбником і стік кров'ю. Їхні тіла витягли зі спортивного залу, залишивши кривавий слід, який пізніше було видно на відео, знятому терористами.
Зібравши заручників у спортзалі, нападники вибрали 15—20 дорослих, які, на їхню думку, були найсильнішими серед чоловіків-вчителів, працівників школи та батьків, і відвели їх у коридор поруч з їдальнею на другому поверсі, де незабаром стався вибух. Здетонував вибуховий пояс на одній з терористок, внаслідок чого загинула ще одна нападниця (також стверджувалося, що друга жінка померла від кульового поранення) і кілька вибраних заручників, а також був смертельно поранений один терорист-чоловік. Після цього вцілілим заручникам з цієї групи було наказано лягти на землю, а інший бойовик розстріляв їх з автоматичної гвинтівки. Всі вони, за винятком одного, загинули. Карен Мдінарадзе, оператор команди ФК «Аланія», пережив вибух і стрілянину. Коли виявилося, що він ще живий, йому дозволили повернутися до спортивної зали, де він втратив свідомість. Терористи змусили інших заручників викинути тіла з будівлі та змити кров з підлоги. Один з цих заручників, Аслан Кудзаєв, втік, вистрибнувши з вікна. Влада ненадовго затримала його як підозрюваного в тероризмі.

#### Початок облоги

План школи

Незабаром навколо школи було встановлено кордон, що складався з міліції, внутрішніх військ, російської армії, спецназу (включаючи елітні підрозділи «Альфа» і «Вимпел» ФСБ Росії) і спецпідрозділів ОМОН МВС Росії. Лінія з трьох багатоквартирних будинків, що виходять на шкільний спортзал, була евакуйована і зайнята спецназом. Периметр, який вони створили, знаходився в межах 225 метрів від школи, в межах досяжності гранатометів бойовиків. На місці не було жодного протипожежного обладнання, і, попри попередній досвід теракту із захопленням заручників на Дубровці в 2002 році, було мало готових машин швидкої допомоги. Хаос гіршав присутністю осетинських добровольців-міліціонерів (ополченців) та озброєних цивільних осіб у натовпі, що зібрався на місці подій, загальна кількість яких сягала до 5000 чоловік.
Нападники замінували спортзал і решту будівлі саморобними вибуховими пристроями та оточили її розтяжками. Намагаючись запобігти спробам порятунку, вони погрожували вбивати 50 заручників за кожного вбитого міліцією свого члена і 20 заручників за кожного пораненого бойовика. Вони також погрожували підірвати школу, якщо урядові війська підуть в атаку. Щоб уникнути газової атаки, як це сталося з їхніми товаришами під час захоплення заручників у Москві у 2002 році, терористи швидко розбили вікна школи. Загарбники не давали заручникам їсти і пити (називаючи це «голодуванням»), поки президент Північної Осетії Олександр Дзасохов не прибуде на переговори з ними. Однак ФСБ створила власний штаб, з якого Дзасохов був виключений, і погрожувала заарештувати його, якщо він спробує потрапити до школи.
Російський уряд оголосив, що не буде застосовувати силу для звільнення заручників, і переговори щодо мирного врегулювання відбувалися в перший і другий дні, спочатку під керівництвом Леоніда Рошаля, педіатра, присутність якого, за повідомленнями, вимагали заручники. Рошаль допомагав вести переговори про звільнення дітей під час облоги у Москві у 2002 році, а також давав поради російським спецслужбам, коли вони готувалися до штурму театру, за що отримав звання Героя Росії. Однак свідчення свідків вказують на те, що російські переговірники переплутали Рошаля з Володимиром Рушайло, співробітником російської служби безпеки. Згідно з доповіддю депутата Державної Думи Юрія Савельєва, офіційний штаб шукав мирного врегулювання, в той час як таємний штаб, створений ФСБ, готував штурм. Савельєв писав, що таємний штаб багато в чому обмежував дії офіційного, зокрема в їхніх спробах вести переговори з бойовиками.
На вимогу Росії ввечері 1 вересня 2004 року було скликано спеціальне засідання Ради Безпеки ООН, на якому члени Ради вимагали «негайного і безумовного звільнення всіх заручників терористичної атаки». Президент США Джордж Буш виступив із заявою, в якій запропонував Росії «підтримку в будь-якій формі».

### Другий день
На другий день облоги переговори між Рошалем і бойовиками виявилися безуспішними і вони відмовилися дозволити взяти їжу, воду і медикаменти для заручників, а також прибрати тіла загиблих з фасаду школи.

Російський уряд применшував цифри, неодноразово заявляючи, що було лише 354 заручники. Як повідомлялося, це розлютило терористів, які почали ще жорстокіше поводитися зі своїми бранцями. Деякі офіційні особи також заявили, що в школі було лише від 15 до 20 бойовиків. Теракт був зустрінутий майже повним мовчанням з боку тодішнього президента Росії Володимира Путіна та інших політичних лідерів Росії. Лише на другий день Путін зробив свій перший публічний коментар щодо облоги під час зустрічі в Москві з королем Йорданії Абдаллою II:
Наше головне завдання, безумовно, зберегти життя і здоров'я тих, хто став заручниками. Всі дії наших сил, задіяних у звільненні заручників, будуть присвячені суто цьому завданню.
Це була єдина публічна заява Путіна про теракт до наступного дня після її завершення. На знак протесту кілька людей на місці події підійняли плакати з написами «Путін! Звільни наших дітей! Виконай їхні вимоги!» і «Путін! Там щонайменше 800 заручників!». Місцеві жителі також заявили, що не допустять штурму або «отруєння своїх дітей», натякаючи на хімічну речовину, яку при штурмі використали спецпризначенці під час захоплення заручників в Москві у 2002 році, внаслідок чого загинула велика кількість заручників.

#### Ініціатива Руслана Аушева
У другій половині дня бойовики дозволили Руслану Аушеву, екс-президенту Інгушетії і генералу радянської армії у відставці, увійти до будівлі школи і погодилися особисто відпустити йому 11 жінок-годувальниць і всіх 15 немовлят. Старші діти жінок були залишені, а одна мати відмовилася йти, тому Аушев виніс її молодшу дитину замість неї. Терористи передали Аушеву відеокасету, зроблену в школі, і записку з вимогами від їхнього лідера Шаміля Басаєва, якого не було в Беслані. Існування записки російська влада тримала в таємниці, а касету оголосили порожньою (що пізніше було доведено). Владою було оголошено, що бойовики не висували жодних вимог. У записці Басаєв вимагав визнання «формальної незалежності Чечні» в рамках Співдружності Незалежних Держав. Він також заявив, що хоча чеченці ніяк не були причетні до вибухів російських житлових будинків у 1999 році (так званий «рязанський цукор»), тепер вони публічно візьмуть на себе відповідальність за них, якщо це буде потрібно. Деякі російські чиновники і підконтрольні державі ЗМІ пізніше розкритикували Аушева за те, що він увійшов до школи, звинувативши його у змові з терористами.
Нестача їжі та води негативно позначилася на маленьких дітях, багато з яких були змушені довго стояти в спекотному, щільно заповненому спортзалі. Багато дітей роздягалися через задушливу спеку в спортзалі, що призвело до неправдивих чуток про сексуальне насильство. Багато дітей втрачали свідомість, і батьки боялися, що діти помруть. Деякі заручники пили власну сечу. Іноді бойовики (багато з яких знімали маски) виносили непритомних дітей і лили їм на голову воду, перш ніж повернути їх до спортивної зали. Пізніше деякі дорослі також почали втрачати свідомість від втоми і спраги.
Близько 15:30 бойовики підірвали дві гранати, спрямовані проти силовиків біля школи, з інтервалом приблизно в десять хвилин, внаслідок чого загорілася міліцейська машина і був поранений один офіцер, але російські силовики не відкривали вогонь у відповідь. З плином дня і ночі поєднання стресу і недосипання робило теорористів все дратівливішими і непередбачуванішими. Плач дітей дратував їх, і кілька разів плачучим дітям та їхнім матерям погрожували, що їх розстріляють, якщо плач не припиниться. Російська влада стверджувала, що терористи «слухали німецьку хеві-метал групу Rammstein на особистих стереосистемах під час облоги, щоб підтримувати себе в тонусі і бути в бойовому запалі».
Вночі кількома пострілами зі школи було поранено офіцера міліції. Переговори були перервані, але відновилися наступного дня.

### Третій день
На початку третього дня Руслан Аушев, Олександр Дзасохов, Таймураз Мамсуров (голова парламенту Північної Осетії) і перший заступник голови Ізраїл Тотоонті разом вийшли на контакт з президентом Чеченської Республіки Ічкерія Асланом Масхадовим. Тотоонті повідомив, що і Масхадов, і його емісар, що базується на Заході, Ахмед Закаєв заявили, що вони готові вилетіти до Беслана для переговорів з бойовиками, що пізніше підтвердив Закаєв. Тотоонті сказав, що єдиною вимогою Масхадова був його безперешкодний прохід до школи, однак штурм почався через годину після того, як була досягнута домовленість про його приїзд. Він також зазначив, що протягом трьох днів журналісти телеканалу «Аль-Джазіра» пропонували взяти участь у переговорах і увійти до школи, навіть у якості заручників, але їм відповіли, що «їхні послуги нікому не потрібні».
Радник президента Росії, колишній генерал міліції і етнічний чеченець Асламбек Аслаханов також був близький до прориву в таємних переговорах. На той час, коли він залишив Москву на другий день, Аслаханов зібрав імена понад 700 відомих російських діячів, які зголосилися увійти до школи в якості заручників в обмін на звільнення дітей. Аслаханов повідомив, що заручники погодилися впустити його до школи наступного дня о 15:00. Однак штурм розпочався за дві години до цього.

#### Перші вибухи та пожежа в школі

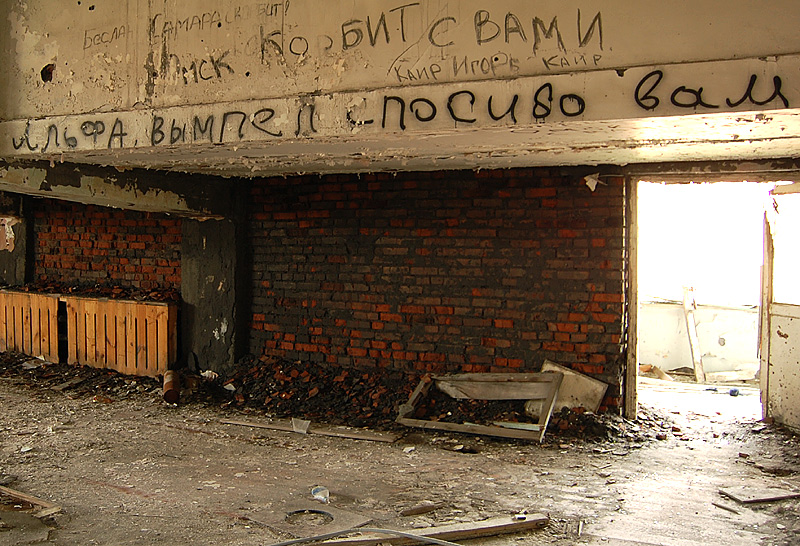
Настінні написи в актовому залі школи, липень 2008

Близько 13:00 3 вересня бойовики дозволили чотирьом медикам МНС на двох машинах швидкої допомоги вивезти з території школи 20 тіл, а також занести тіло вбитого терориста до школи. Однак о 13:03, коли швидкі під'їхали до школи, у спортзалі пролунав вибух. Після цього терористи відкрили вогонь по медиках, внаслідок чого двоє з них були вбиті. Інші двоє сховалися за автомобілем.
Другий вибух, описаний як «дивний за звучанням», пролунав через 22 секунди. О 13:05 на даху школи почалася пожежа, і незабаром палаючі крокви і частини даху впали на заручників, що знаходилися внизу. Багато з них були поранені, проте залишилися живі. Зрештою, весь дах обвалився, заповнивши приміщення вогнем. За повідомленнями, у полум'ї загинуло близько 160 осіб — понад половину від загальної кількості заручників.
Існує кілька суперечливих думок щодо джерела і характеру вибухів:
- Згідно з доповіддю Станіслава Кесаєва, віце-спікера парламенту Північної Осетії, опублікованою в грудні 2005 року, деякі свідки стверджували, що снайпер федеральних сил Росії застрелив бойовика, який стояв ногою на детонаторі, і це спричинило перший вибух[22][54]. Про це свідчить єдиний арештований терорист Нурпаша Кулаєв, а місцева міліціонерка і заручниця Фатіма Дудієва розповіла, що їй вистрілили в руку «ззовні» безпосередньо перед вибухом і що вибухів було три: два невеликих вибухи о 13:03, за якими відбувся великий вибух о 13:29[54][55][56].
- За словами депутата Державної Думи Юрія Савельєва, експерта з питань зброї та вибухівки, перестрілка почалася не з вибухів всередині будівлі школи, а з двох пострілів, зроблених ззовні, і більшість саморобних вибухових пристроїв, встановлених терористами, взагалі не вибухнули[57]. За його словами, перший постріл, найімовірніше, був зроблений з реактивного піхотного вогнемета РПВ «Джміль» з даху сусіднього п'ятиповерхового будинку № 37 по Шкільному провулку і був спрямований на горище школи, а другий — з гранатомета РПГ-27, розташованого в будинку № 41 на тій же вулиці, який зруйнував частину стіни спортзалу.
- На дахах цих будинків були знайдені порожні гільзи і пускові установки, а альтернативною зброєю, згаданою у звіті, були реактивні протитанкові гранатомети РПГ-26 або РПГ-7[12][58][59]. Савельєв, член федеральної комісії, очолюваної Олександром Торшиним, заявив, що в результаті цих вибухів загинуло багато заручників, а ще десятки людей загинули в пожежі, що виникла[60]. Юрій Іванов, інший парламентський слідчий, також стверджував, що вогонь було відкрито за прямим наказом президента Путіна[61]. Кілька свідків під час суду над Кулаєвим свідчили, що перші вибухи були спричинені снарядами, випущеними ззовні[62].
- У підсумковому звіті Олександр Торшин, голова російської парламентської комісії, яка завершила свою роботу в грудні 2006 року, заявив, що бойовики почали бій, навмисно підірвавши бомби серед заручників, на подив російських переговірників і командирів. Ця заява виходила за рамки попередніх урядових звітів, в яких згадувалося, що бомби вибухнули внаслідок нез'ясованого нещасного випадку[63]. У звіті Торшина за 2006 рік говориться, що захоплення заручників з самого початку планувалося як напад терористів-смертників і що штурм будівлі не готувався заздалегідь[62]. Згідно зі свідченнями Нурпаші Кулаєва та кількох колишніх заручників і учасників переговорів, бойовики (включно з їхніми лідерами) звинувачували уряд у подальших вибухах[4].

#### Штурм

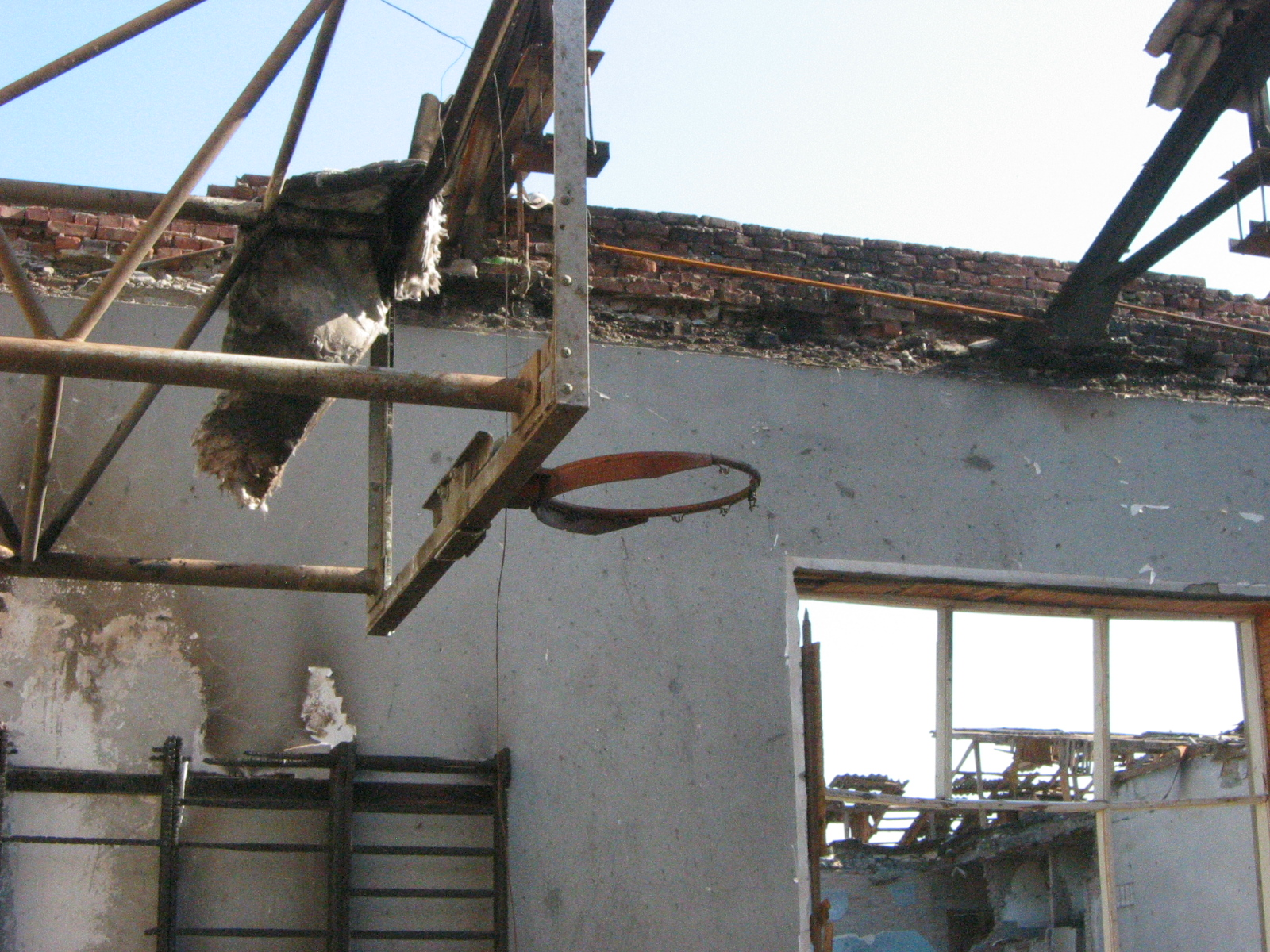
Приміщення спортивного залу, де утримували заручників, вересень 2004

Вибухами було зруйновано частину стіни спортивного залу, що дозволило деяким заручникам втекти. Бойовики відкрили вогонь, військові відкрили вогонь у відповідь. У перестрілці загинуло кілька людей. Російські офіційні особи стверджують, що бойовики розстрілювали заручників на ходу, а військові відкривали вогонь у відповідь. Російський уряд стверджував, що після початку стрілянини у військових не було іншого вибору, окрім як штурмувати будівлю, однак деякі свідчення мешканців міста суперечать цій офіційній версії подій.
Підполковник міліції Ельбрус Ногаєв, чиї дружина і дочка загинули в школі, розповідав: «Я почув команду: «Припинити стріляти! Припинити стрілянину!», тоді як по раціях військових лунало: «В атаку!». Коли почався бій, президент нафтової компанії і переговірник Михайло Гуцерієв (етнічний інгуш) зателефонував загарбникам і почув у відповідь: «Ви нас обдурили!». П'ять годин по тому Гуцерієв і його співрозмовник, як повідомляється, мали останню розмову, під час якої чоловік сказав: «Винні ви і Кремль».
За словами Торшина, наказ про початок операції віддав голова ФСБ Північної Осетії Валерій Андрєєв. Однак заяви Андрєєва і Дзасохова вказують на те, що фактично операцією в Беслані керували заступники директора ФСБ Володимир Проничев і Володимир Анісімов. Генерал Андрєєв також заявив у Верховному суді Північної Осетії, що рішення про використання важкого озброєння під час штурму було прийнято начальником Центру спеціальних операцій ФСБ генерал-полковником Олександром Тихоновим.
Коли спецпризначенці намагалися увійти до школи, розпочалася хаотична стрілянина. Сили включали штурмові групи ФСБ і пов'язані з ними війська російської армії та МВС Росії за підтримки танків Т-72, колісних бронетранспортерів БТР-80 і озброєних гелікоптерів, у тому числі щонайменше одного бойового вертольота Мі-24. Багато місцевих цивільних осіб також приєдналися до бою, принісши з собою власну зброю, і, як відомо, принаймні один з озброєних добровольців був убитий. У той же час, як повідомляється, солдати строкової служби втекли з місця подій, коли почалися бойові дії. Цивільні свідки стверджували, що місцева міліція також панікувала, іноді стріляючи не в тому напрямку.
З позицій спецпризначенців по школі було випущено щонайменше три, а то й дев'ять снарядів з вогнемета «Джміль» (три або дев'ять порожніх одноразових тубусів були пізніше знайдені на дахах прилеглих житлових будинків). Використання ракет «Джміль», які в Росії класифікуються як вогнемети, а на Заході як термобарична зброя, спочатку заперечувалося, але згодом було визнано урядом. У доповіді помічника військового прокурора Північноосетинського гарнізону зазначалося, що використовувалися також реактивні протитанкові гранатомети РПГ-26. Терористи також використовували гранатомети, обстрілюючи російські позиції в житлових будинках.
За словами військового прокурора, бронетранспортер БТР під'їхав впритул до школи і відкрив вогонь з великокаліберного кулемета КПВ калібру 14,5×114 мм по вікнах на другому поверсі. Очевидці (серед них Тотоонті і Кесаєв) і журналісти бачили, як у другій половині дня два танки Т-72 під'їхали до школи і принаймні один з них кілька разів вистрілив по школі. Пізніше під час судового процесу командир танка Віктор Кіндєєв свідчив, що зробив «один холостий постріл і випустив шість протипіхотних осколково-фугасних снарядів» за наказом ФСБ. Використання танків і бронетранспортерів зрештою визнав генерал-лейтенант Віктор Соболєв, командувач 58-ї армії. Інший свідок, процитований у доповіді Кесаєва, стверджує, що він застрибнув на башту танка, намагаючись запобігти обстрілу школи. Десятки заручників були переміщені бойовиками з палаючого спортивного залу в інші частини школи, зокрема, в їдальню, де вони були змушені стояти біля вікон як живі щити. За словами тих, хто вижив, багато з них були розстріляні на вулиці. За оцінками Савельєва, від 106 до 110 заручників загинули після того, як їх перемістили до їдальні.
До 15:00, через дві години після початку штурму, російські війська взяли під контроль більшу частину школи. Однак з настанням вечора на території школи все ще тривали бої, зокрема, опір групи бойовиків, які перебували в підвалі школи. Під час бою група з приблизно 13 бойовиків прорвалася через військовий кордон і сховалася неподалік від школи. Кілька з них, як вважають, увійшли до місцевої двоповерхової будівлі, яка була знищена танками і вогнеметами близько 21:00. Інша група бойовиків попрямувала назад через залізницю, переслідувана гелікоптерами в місто.
Пожежники, яких Андрєєв викликав через дві години після початку пожежі, не були готові боротися з полум'ям, що вирувало в школі. Один екіпаж пожежної машини прибув через дві години за власною ініціативою, але з лише 200 літрами води, і не зміг підключитися до найближчих гідрантів. Перша машина з водою прибула о 15:28, майже через дві з половиною години після початку пожежі, друга пожежна машина прибула о 15:43. Мало машин швидкої допомоги було доступно для транспортування сотень поранених, яких переважно везли до лікарні на приватних автомобілях. Один беззбройний бойовик був захоплений силовиками живим, коли намагався сховатися під вантажівкою (пізніше його ідентифікували як Нурпашу Кулаєва). Деякі з загиблих бойовиків, як зазначається, були понівечені спецназівцями.
Поодинокі вибухи і стрілянина тривали протягом ночі, попри повідомлення про те, що весь опір бойовиків був придушений. На початку наступного дня Путін наказав закрити кордони Північної Осетії, в той час як деякі з терористів, вочевидь, все ще переховувалися.

## Наслідки

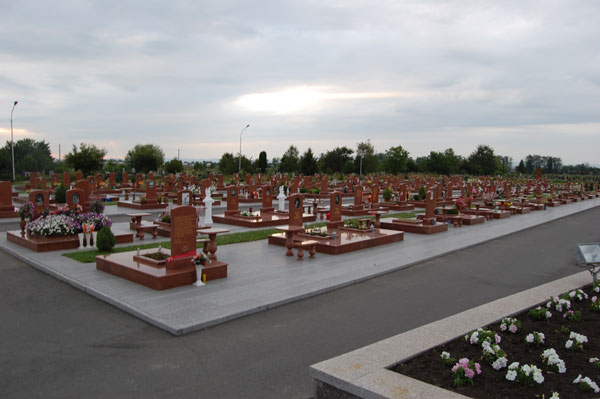
Місце поховання жертв теракту

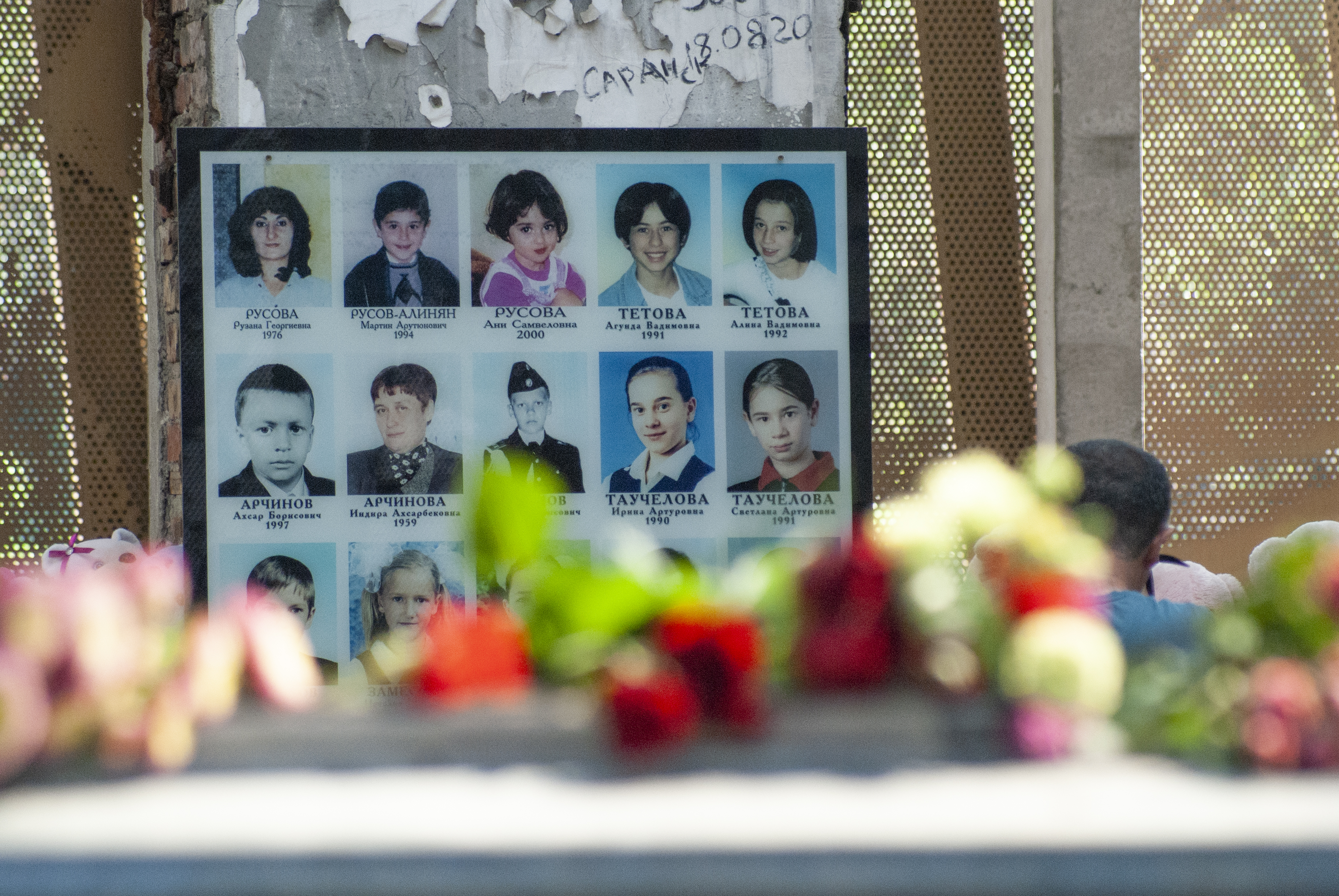
Меморіал за загиблими в приміщенні спортзалу школи

### Локальні наслідки
Після завершення облоги школи багато поранених померли до того, як пацієнтів відправили до краще обладнаних медичних закладів у Владикавказі, оскільки єдина лікарня в Беслані була не готова до прийому постраждалих. Не вистачало лікарняних ліжок, медикаментів та нейрохірургічного обладнання. Родичам не дозволяли відвідувати лікарні, де лікувалися поранені, а лікарям не дозволяли користуватися мобільними телефонами.
Наступного дня після штурму бульдозери зібрали уламки будівлі, включно з частинами тіл жертв, і вивезли їх на звалище. 4 вересня, на наступний день після останнього штурму, відбулися перші з багатьох похоронів, а незабаром після цього — масове поховання 120 осіб. Місцеве кладовище було замалим, і його довелося розширити на сусідній ділянці землі, щоб вмістити загиблих. Через три дні після облоги 180 осіб все ще вважалися зниклими безвісти. Багато тих, хто вижив, залишилися серйозно травмованими, і щонайменше одна жінка, колишня заручниця, наклала на себе руки після повернення додому, невдовзі після того, як впізнала тіло своєї дитини.
Під час свого єдиного візиту до Беслану президент Путін з'явився під час поспішної поїздки до бесланської лікарні рано вранці 4 вересня, щоб побачити кількох поранених жертв. Пізніше його критикували за те, що він не зустрівся з сім'ями жертв. Після повернення до Москви він наказав оголосити дводенну національну жалобу 6 і 7 вересня. У своїй телевізійній промові Путін сказав: «Ми показали себе слабкими. А слабких б'ють». На другий день жалоби приблизно 135 000 людей приєдналися до організованого урядом мітингу проти тероризму на Красній площі в Москві. У Санкт-Петербурзі приблизно 40 000 людей зібралися на Двірцевій площі.
Після теракту в російських містах було запроваджено посилені заходи безпеки. Понад 10 000 осіб без належних документів були затримані московською поліцією в ході «полювання на терористів». Полковник Магомед Толбоєв, космонавт і Герой Російської Федерації, зазнав нападу і був жорстоко побитий московським міліцейським патрулем через своє кавказське ім'я. Російська громадськість загалом підтримувала посилення заходів безпеки, водночас наслідки теракту вплинуле на негативне ставлення до чеченців: опитування Левада-Центру, проведене 16 вересня 2004 року, показало, що 58% росіян підтримують суворіші закони про боротьбу з тероризмом і смертну кару за тероризм, тоді як 33% підтримують заборону на в'їзд до російських міст для всіх чеченців.

### Політичні наслідки
Після цього теракту політичне керівництво на чолі з Путіним здійснило ряд реформ у федеральному законодавстві, які ніяк не були пов'язані з терактом і де-факто змінили російський конституційний лад. Зокрема, були скасовані вибори губернаторів і створені Громадська Палата, Національний антитерористичний комітет і «Комісія з питань поліпшення соціально-економічного становища в ЮФО». Після теракту значно зріс рейтинг Володимира Путіна з його гаслом «мочити в сортирі».

## Жертви

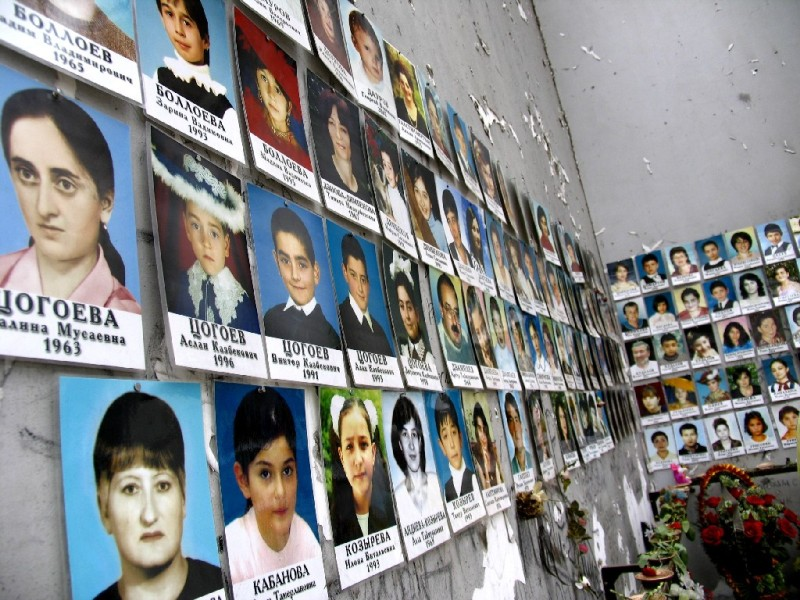
Меморіал жертв теракту з фотографіями загиблих

7 вересня 2004 року російські офіційні особи заявили, що загинули 333 людини, серед них 156 дітей. На той момент 200 осіб вважалися зниклими безвісти або невпізнаними. У доповіді Торшина зазначалося, що в кінцевому підсумку не залишилося невпізнаних тіл. Місцеві жителі стверджували, що понад 200 загиблих були знайдені з опіками, а 100 або більше з них згоріли живцем. 2005 року двоє заручників померли від поранень, отриманих під час інциденту, у серпні 2006 року помер ще один з них. 33-річна бібліотекарка Олена Авдоніна померла від гематоми 8 грудня 2006 року. У той час газета The Washington Post повідомила, що кількість загиблих становила 334 особи, не враховуючи терористів. На сайті міста Беслан вказано, що кількість загиблих становить 335 осіб, з них 186 дітей.
| Група                          | Загинуло |
| ------------------------------ | -------- |
| Діти від 1 до 17 років         | 186      |
| Родичі, гості і друзі учнів    | 111      |
| Викладачі, співробітники школи | 17       |
| Спецпризначенці загонів ФСБ    | 10       |
| Громадянські рятувальники      | 6        |
| Співробітники МНС              | 2        |
| Співробітники МВС              | 1        |
| Всього                         | 333      |

Міністр охорони здоров'я і соціальних реформ Росії Михайло Зурабов заявив, що загальна кількість поранених під час теракту перевищила 1200 осіб. Точна кількість людей, які отримали швидку допомогу одразу після облоги, невідома, але за оцінками становить близько 700 (753 за даними ООН). Московський військовий аналітик Павло Фельгенгауер 7 вересня 2004 року дійшов висновку, що 90% заручників, які вижили, отримали поранення. Щонайменше 437 осіб, у тому числі 221 дитина, були госпіталізовані. 197 дітей були доставлені до Дитячої республіканської клінічної лікарні у Владикавказі, а 30 перебували у відділеннях серцево-легеневої реанімації у критичному стані. Ще 150 осіб були переведені до лікарні швидкої допомоги у Владикавказ. Шістдесят дві людини, в тому числі 12 дітей, отримали допомогу в двох місцевих лікарнях Беслана, а шестеро дітей з важкими пораненнями були доставлені до Москви для спеціалізованого лікування. Більшість дітей лікувалися від опіків, вогнепальних поранень, осколкових поранень і каліцтв, спричинених вибухами. Деяким з них були ампутовані кінцівки і видалені очі, а багато дітей стали інвалідами назавжди. Через місяць після теракту 240 осіб (з них 160 дітей) все ще перебували на лікуванні в лікарнях Владикавказа і Беслана. Діти та батьки, що вижили, отримали психологічну допомогу у Владикавказському реабілітаційному центрі.
Операція також стала найкривавішою в історії російського антитерористичного спецназу. Загинуло десять спецпризначенців (7 бійців з «Вимпелу» і 3 з «Альфи»). Вважалося, що загинув спецназівець В'ячеслав Бочаров, але виявилося, що він був важко поранений в обличчя, але живий, коли прийшов до тями і встиг повідомити своє ім'я.
Серед загиблих були всі три командири штурмових груп: полковник Олег Ільїн і підполковник Дмитро Разумовський з «Вимпелу» та майор Олександр Перов з «Альфи». Щонайменше 30 спецпризначенців отримали важкі поранення.

## Особистості і вимоги терористів

### Відповідальність за теракт
Спочатку особи і походження нападників були невідомими. З другого дня було поширене припущення, терористами були бойовики з сусідньої Чечні, хоча чеченський помічник президента Путіна Асламбек Аслаханов заперечував це, кажучи, що «вони не були чеченцями. Коли я почав розмовляти з ними чеченською мовою, вони відповіли: «Ми не розуміємо, говоріть російською». Звільнені заручники розповіли, що загарбники розмовляли російською з типовим для кавказців акцентом.
Хоча Путін рідко коли не вагався звинувачувати чеченців у минулих терактах, він уникав пов'язувати цей напад з Другою російсько-чеченською війною, яку сам і почав кілька років тому. Замість цього він звинуватив в захопленні заручників «пряме втручання міжнародного тероризму». Російські урядові джерела спочатку стверджували, що дев'ять бойовиків у Беслані були арабами, а один — чорношкірим африканцем (Андрєєв назвав його «негром»), хоча пізніше було ідентифіковано тільки двох арабів.

Незалежні аналітики, такі як московський політичний коментатор Андрій Піонтковський, заявили, що Путін намагався мінімізувати кількість і масштаб чеченських терористичних атак, а не перебільшувати їх, як він це робив у минулому. Здавалося, що Путін пов'язував ці події з війною проти тероризму, яку очолювали США після терактів 11 вересня 2001 року, але в той же час звинуватив Захід у потуранні терористам. 

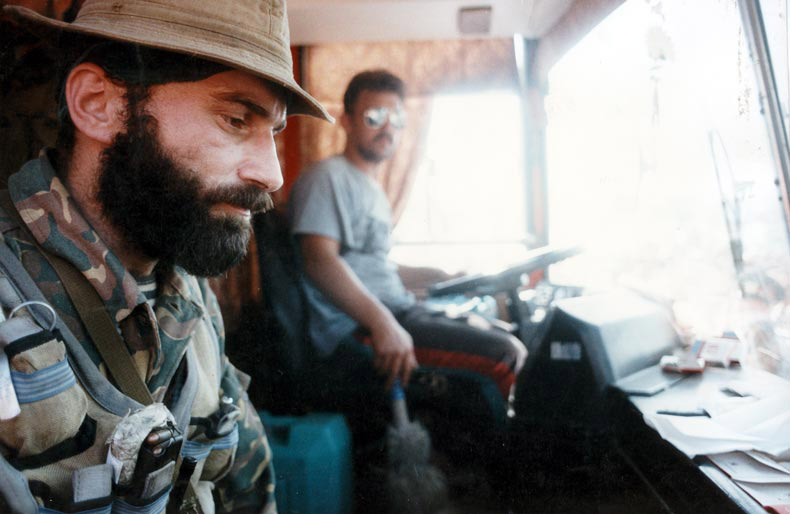
Шаміль Басаєв під час від'їзду з Будьонновська 19 червня 1995 року

17 вересня 2004 року лідер чеченських терористів Шаміль Басаєв, який діяв окремо від решти північнокавказького руху, зробив заяву, в якій взяв на себе відповідальність за облогу школи в Беслані. Ця подія була дуже схожа на захоплення заручників у московському театрі в 2002 році і на кризу з заручниками в Будьонновську, яка фактично призвела до завершення Першої російсько-чеченської війни. Басаєв заявив, що його «бригада мучеників» здійснила напад, а також взяв на себе відповідальність за серію терактів у Росії, що відбулися за кілька тижнів до теракту в Беслані. Він сказав, що спочатку планував захопити принаймні одну школу в Москві або Санкт-Петербурзі, але брак коштів змусив його обрати Північну Осетію. Басаєв звинуватив російську владу в «жахливій трагедії» в Беслані. Він стверджував, що прорахувався з рішучістю Кремля покласти край теракту всіма можливими засобами. Басаєв сказав, що «жорстоко помилився» і що він «не в захваті від того, що там сталося», але також додав, що «планує більше операцій типу Беслана в майбутньому, тому що ми змушені це робити». Однак, це був останній великий терористичний акт в Росії до 2009 року, оскільки Басаєва незабаром переконав відмовитися від невибіркових нападів новий чеченський лідер Абдул-Халім Садулаєв, який зробив Басаєва своєю другою особою, але заборонив захоплення заручників, викрадення з метою викупу та операції, спрямовані проти цивільних осіб.
Президент Чеченської Республіки Ічкерія Аслан Масхадов заперечував, що його сили брали участь в теракті, назвавши це «богохульством», якому «немає жодного виправдання». Масхадов назвав винуватців Беслана «божевільними», яких російська жорстокість звела з розуму. Він засудив цю акцію і всі напади на цивільних осіб у заяві, оприлюдненій його посланцем Ахмедом Закаєвим у Лондоні, поклавши відповідальність на те, що він назвав радикальним місцевим угрупуванням, і погодився на пропозицію Північної Осетії виступити в ролі переговірника. Пізніше він також закликав західні уряди ініціювати мирні переговори між Росією і Чечнею і додав, що «категорично спростовує всі звинувачення російського уряду в тому, що президент Масхадов мав будь-яку причетність до подій у Беслані». Путін відповів, що не буде вести переговори з «дітовбивцями», порівнявши заклики до переговорів з умиротворенням Гітлера, і призначив за Масхадова винагороду в 10 мільйонів доларів (стільки ж, скільки за Басаєва). Масхадов був убитий російськими спецназівцями в Чечні 8 березня 2005 року і похований у невстановленому місці.

Незабаром після теракту офіційні російські джерела заявили, що нападники були частиною ймовірної міжнародної групи на чолі з Басаєвим, до якої входило кілька арабів, пов'язаних з Аль-Каїдою, і стверджували, що вони перехопили телефонні дзвінки арабською мовою зі школи в Беслані до Саудівської Аравії та іншої невідомої країни Близького Сходу. В інтерв'ю канадському журналісту Марку Маккіннону в листопаді 2004 року Шаміль Басаєв казав, що жоден з них не був причетним до Аль-Каїди, а обидва бойовики були простими добровольцями з країн Близького Сходу:
Тепер про двох арабів-шахідів. Один брат приїхав до Чечні наприкінці минулої війни, молодим юнаком, одружився з чеченкою, мав двох дітей, працював слюсарем на техстанції в Джохарі. Другий палестинець із Йорданії приїхав рік тому на джихад. Вони під час зустрічі зі мною цього літа сказали, що хочуть стати шахідами і попросили включити їх до Бригади шахідів.
Двоє британців-алжирців, Осман Ларуссі та Ясін Беналія, спочатку були названі як такі, що брали активну участь у нападі. Ще один громадянин Великобританії на ім'я Камель Рабат Буралья, заарештований при спробі покинути Росію одразу після нападу, підозрювався як ключовий організатор. Всі троє були пов'язані з мечеттю Фінсбері-Парк у північному Лондоні. Згодом російський уряд перестав звинувачувати Аль-Каїду у причетності до теракту. Ларуссі і Беналія не згадуються у доповіді Торшина і ніколи не були названі російською владою підозрюваними у причетності до теракту в Беслані.
Наступні люди були названі російським урядом як планувальники і фінансисти нападу:
- Шаміль Басаєв — лідер чеченських терористів, який взяв на себе повну відповідальність за напад. Загинув в Інгушетії в липні 2006 року за нез'ясованих обставин.
- Камель Рабат Буралья — британо-алжирець, підозрюваний в організації нападу, який, за повідомленнями, був затриманий у Чечні у вересні 2004 року.
- Абу Омар ас-Саїф — громадянин Саудівської Аравії, звинувачений у фінансуванні теракту, вбитий у Дагестані в грудні 2005 року[133].
- Абу Заїд Аль-Кувейті — громадянин Кувейту, звинувачений в організації теракту, загинув в Інгушетії в лютому 2005 року.

У листопаді 2004 року 28-річний Ахмед Мержоєв і 16-річна Марина Корігова з Сагопші, Інгушетія, були заарештовані російською владою у зв'язку з терактом у Беслані. Мержоєва звинуватили у наданні їжі та спорядження терористам, а Корігову — у володінні телефоном, на який неодноразово дзвонив один з терористів. Корігову звільнили, коли її адвокат показав, що телефон їй дав знайомий після теракту.

### Терористи
Згідно з офіційною російською версією подій, у теракті безпосередньо брали участь 32 бойовики, одного з яких вдалося взяти живим, а решта були вбиті на місці. Кількість та особи терористів залишаються дискусійним питанням, яке підживлюється часто суперечливими заявами російського уряду та офіційними документами. У заявах уряду від 3—4 вересня повідомлялося, що під час облоги було вбито 26—27 бойовиків. Щонайменше четверо бойовиків, у тому числі дві жінки, загинули ще до штурму школи російськими силовиками.
Багато очевидців і заручників, що вижили стверджують, що загарбників було набагато більше. Деякі з них, можливо, втекли. Також спочатку стверджувалося, що троє терористів були захоплені живими, в тому числі Володимир Ходов і жінка-бойовик. Свідчення свідків під час судового процесу над Кулаєвим повідомляли про присутність серед бойовиків низки осіб із явно слов'янською зовнішністю, російською мовою без акценту і «ідеальною» осетинською мовою, які не були помічені серед тіл убитих російськими силовиками. Серед невідомих чоловіків (і жінки, за одним зі свідчень) був чоловік з рудою бородою, який, за повідомленнями, віддавав накази терористам, і на якого заручникам було заборонено дивитися.
- За оцінками звіту Кесаєва 2005 року, в облозі брали участь близько 50 бойовиків-терористів, що ґрунтується на свідченнях очевидців і кількості зброї, залишеної на місці події[62].
- У доповіді Савельєва в вересні 2006 року говориться, що в облозі брали участь від 58 до 76 бойовиків, з яких багатьом вдалося втекти, прослизнувши через оточення навколо школи[62].
- У доповіді Торшина в грудні 2006 року зазначено, що в нападі брали участь 34 бойовики, з яких 32 увійшли до школи і 31 загинув там, а також зазначено, що двоє спільників залишаються на волі (один з них — Юнус Мацієв, охоронець Басаєва)[62].

6 вересня 2004 року стали відомі особи сімох нападників після проведення судово-медичної експертизи, інтерв'ю з заручниками, що вижили, і захопленим нападником. Судово-медична експертиза також встановила, що 21 з нападників приймали героїн, метамфетамін, а також морфін. Слідство назвало вживання наркотиків причиною того, що бойовики продовжували боротися, попри важкі поранення і, ймовірно, сильний біль. У листопаді 2004 року російські офіційні особи оголосили, що 27 з 32 заручників були ідентифіковані. Однак у вересні 2005 року головний обвинувач у справі Нурпаші Кулаєва заявив, що лише 22 з 32 тіл заручників були ідентифіковані, що призвело до подальшої плутанини щодо того, які саме особи були підтверджені.
| Список учасників захоплення школи згідно російських докладів | Список учасників захоплення школи згідно російських докладів | Список учасників захоплення школи згідно російських докладів | Список учасників захоплення школи згідно російських докладів | Список учасників захоплення школи згідно російських докладів | Список учасників захоплення школи згідно російських докладів                                |
|                                                              | Ім'я                                                         | Рік народження                                               | Місце народження                                             | Псевдо                                                       | Доля                                                                                        |
| ------------------------------------------------------------ | ------------------------------------------------------------ | ------------------------------------------------------------ | ------------------------------------------------------------ | ------------------------------------------------------------ | ------------------------------------------------------------------------------------------- |
| 1                                                            | Хучбаров Руслан Тагірович                                    | 1972                                                         | ЧІАРСР                                                       | «Полковник», «Расул»                                         | Убитий при штурмі школи російськими силовиками 3 вересня 2004 року                          |
| 2                                                            | Ходов Володимир Анатолійович                                 | 1976                                                         | УРСР                                                         | «Абдулла»                                                    | Убитий при штурмі школи російськими силовиками 3 вересня 2004 року                          |
| 3                                                            | Гатагажев Аслан-Гірей Бексултанович                          | 1975                                                         | ЧІАРСР                                                       | «Алі», «Шахід»                                               | Убитий при штурмі школи російськими силовиками 3 вересня 2004 року                          |
| 4                                                            | Атаєв Рустам Солонгиреєвич                                   | 1979                                                         | ЧІАРСР                                                       |                                                              | Убитий при штурмі школи російськими силовиками 3 вересня 2004 року                          |
| 5                                                            | Аушев Усман Магомедович                                      | 1971                                                         | ЧІАРСР                                                       |                                                              | Убитий при штурмі школи російськими силовиками 3 вересня 2004 року                          |
| 6                                                            | Ахмедов Хізраїл Хансолтанович                                | 1974                                                         | ЧІАРСР                                                       |                                                              | Убитий при штурмі школи російськими силовиками 3 вересня 2004 року                          |
| 7                                                            | Борчашвілі (Алдзбеков) Різван Вахітович                      | 1978                                                         | ЧІАРСР                                                       |                                                              | Убитий при штурмі школи російськими силовиками 3 вересня 2004 року                          |
| 8                                                            | Дзортов Ібрагім Магомедович                                  | 1976                                                         | ЧІАРСР                                                       |                                                              | Убитий при штурмі школи російськими силовиками 3 вересня 2004 року                          |
| 9                                                            | Ілієв Адам Магомед-Ханович                                   | 1984                                                         | ПОАРСР                                                       |                                                              | Убитий при штурмі школи російськими силовиками 3 вересня 2004 року                          |
| 10                                                           | Камурзоєв Султан Магомед-Гіреєвич                            | 1977                                                         | КРСР                                                         |                                                              | Убитий при штурмі школи російськими силовиками 3 вересня 2004 року                          |
| 11                                                           | Кулаєв Ханпаша Абуркашевич                                   | 1973                                                         | ЧІАРСР                                                       | «Однорукий»                                                  | Убитий при штурмі школи російськими силовиками 3 вересня 2004 року                          |
| 12                                                           | Кулаєв Нурпаша Абуркашевич                                   | 1980                                                         | ЧІАРСР                                                       |                                                              | Відбуває довічне ув'язнення в російській колонії                                            |
| 13                                                           | Нагаєва Роза Салманова                                       | 1976                                                         | ЧІАРСР                                                       |                                                              | Убита в період між 1 і 3 вересня під час захоплення школи                                   |
| 14                                                           | Табурова Мар'ям Юсупова                                      | 1977                                                         | ЧІАРСР                                                       |                                                              | Підірвалася 1 вересня 2004 року в перший день захоплення школи                              |
| 15                                                           | Пошев Адам Ахмедович                                         | 1982                                                         | ЧІАРСР                                                       |                                                              | Убитий при штурмі школи російськими силовиками 3 вересня 2004 року                          |
| 16                                                           | Таршхоєв Іса Жумалдинович                                    | 1981                                                         | ЧІАРСР                                                       |                                                              | Убитий при штурмі школи російськими силовиками 3 вересня 2004 року                          |
| 17                                                           | Торшхоєв Іса Аскерович                                       | 1975                                                         | ЧІАРСР                                                       |                                                              | Убитий при штурмі школи російськими силовиками 3 вересня 2004 року                          |
| 18                                                           | Хочубаров Магомед Мурцалович                                 | 1983                                                         | ЧІАРСР                                                       |                                                              | Убитий при штурмі школи російськими силовиками 3 вересня 2004 року                          |
| 19                                                           | Цечоєв Бейал Баширович                                       | 1973                                                         | ЧІАРСР                                                       |                                                              | Убитий при штурмі школи російськими силовиками 3 вересня 2004 року                          |
| 20                                                           | Цечоєв Муса Ісаєвич                                          | 1969                                                         | ЧІАРСР                                                       | «Халід»                                                      | Помер 2 вересня 2004 року в школі від ран, отриманих при взриві Табурової незадовго до того |
| 21                                                           | Цокієв Тимур Магомедович                                     | 1973                                                         | ЧІАРСР                                                       |                                                              | Убитий при штурмі школи російськими силовиками 3 вересня 2004 року                          |
| 22                                                           | Шебиханов Майрбек Саїд-Алієвич                               | 1979                                                         | КРСР                                                         |                                                              | Убитий при штурмі школи російськими силовиками 3 вересня 2004 року                          |
| 23                                                           | Шебиханов, Саїдбек Саїд-Алієвич                              | 1985                                                         | ЧІАРСР                                                       |                                                              | Убитий при штурмі школи російськими силовиками 3 вересня 2004 року                          |
| 24                                                           | Ярижев Аслан Ахмедович                                       | 1982                                                         | ЧІАРСР                                                       |                                                              | Убитий при штурмі школи російськими силовиками 3 вересня 2004 року                          |
| 25                                                           | Лабазанов Абдул-Азім Ідрисович                               | 1973                                                         | КРСР                                                         |                                                              | Убитий при штурмі школи російськими силовиками 3 вересня 2004 року                          |
| 26                                                           | Абу Фарух                                                    |                                                              | Саудівська Аравія                                            |                                                              | Убитий при штурмі школи російськими силовиками 3 вересня 2004 року                          |
| 27                                                           | Дауд (за іншими даними — Магомед)                            |                                                              |                                                              |                                                              | Убитий при штурмі школи російськими силовиками 3 вересня 2004 року                          |
| 28                                                           | Куштов Адам                                                  | 1983                                                         |                                                              |                                                              | Убитий при штурмі школи російськими силовиками 3 вересня 2004 року                          |
| 29                                                           | Парчієв Асланбек                                             |                                                              | ЧІАРСР                                                       |                                                              | Убитий при захваті школи 1 вересня 2004 року                                                |
| 30                                                           | Не впізнаний                                                 |                                                              |                                                              | «Абдул-Азіз»                                                 | Убитий при штурмі школи російськими силовиками 3 вересня 2004 року                          |
| 31                                                           | Не впізнаний                                                 |                                                              |                                                              | «Сайбулла»                                                   | Убитий при штурмі школи російськими силовиками 3 вересня 2004 року                          |

### Вимоги
Російські переговірники стверджують, що бойовики ніколи чітко не заявляли про свої вимоги, хоча у них були записи, зроблені рукою одного із заручників у шкільному зошиті, в яких були викладені вимоги повного виведення російських військ з Чечні та визнання її незалежності. Повідомлялося, що загарбники висунули наступні вимоги 1 вересня об 11:00—11:30 у листі, надісланому через лікаря швидкої допомоги:
- Визнання незалежності Чечні в ООН і виведення російських військ.
- Присутність у школі наступних людей: Олександр Дзасохов (президент Північної Осетії), Мурат Зязіков (президент Інгушетії), Руслан Аушев (колишній президент Інгушетії) та Леонід Рошаль (лікар). Крім того, замість Рошаля і Аушева заручники могли назвати Володимира Рушайло і Алі Алханова (на той момент промосковського міністра МВС Чечні)[34].

Дзасохов і Зязіков не приїхали до Беслану. Пізніше Дзасохов стверджував, що його силоміць зупинив «дуже високопоставлений генерал з МВС, який сказав: «Я отримав наказ заарештувати тебе, якщо ти спробуєш проїхати». Заявленою причиною неприбуття Зязікова було те, що він «захворів». Аушев, попередник Зязікова на посаді президента Інгушетії, якого Путін змусив піти у відставку в 2002 році, увійшов до школи і забезпечив звільнення 26 заручників.
Аслаханов повідомив, що терористи також вимагали звільнити від 28 до 30 підозрюваних, затриманих під час зачистки після терористичних атак в Інгушетії на початку червня.
Пізніше Басаєв заявив, що терористи також вимагали від президента Путіна піти у відставку.

### Мотивація
Взявший на себе відповідальність за теракт Шаміль Басаєв пізніше неодноразово пояснював мету захоплення заручників. Так, під час інтерв'ю російському кореспонденту Андрію Бабицькому для «Радіо Свобода» Басаєв відповідав:
Ти, мабуть, пам'ятаєш, як ти мене запитав у Будьонновську про сльозу однієї дитини? Я тобі сказав: а якщо на цій чаші одна сльозинка однієї дитини, а на іншій сльози тисяч дітей? Що мені з цими сльозинками робити? Коли у нас офіційно понад сорок тисяч дітей убито, скалічено десятки тисяч — про це хто-небудь що-небудь говорить?
Навіщо я це робив? Щоб зупинити вбивства ще тисяч, тисяч чеченських дітей, чеченських жінок і старих, яких викрадають, забирають, вбивають... Зараз от батько Доку Умарова, 75 років, забрали. Ну гаразд, батько, нехай... Але до чого тут, наприклад, його тесть? Чи свояк — 12-річного хлопчика забрали, вбили. Або до чого тут його шестимісячна дитина? От питання.
Водночас він стверджував, що йому «не потрібні переговори», вимагаючи зупинення геноциду чеченського народу і гарантій, «що завтра наших нащадків не відправлять до Сибіру, як у 1944 році».

## Розслідування

### Хід слідства
Станом на 2013 рік, слідство у справі про теракт, розпочате Генеральною прокуратурою РФ 1 вересня 2004, залишалося відкритим. Розслідування обставин теракту проводили кілька незалежних одна від одної комісій, експертних груп та громадських організацій, проте багато обставин, включаючи реальну кількість терористів, можливу втечу багатьох з них, дії уряду під час переговорів і штурму будівлі, а також причини обмеженого і суперечливого освітлення в ЗМІ, оскаржуються дотепер. Деякі оглядачі доводять, що загибель більшості заручників була спричинена «операцією з їхнього звільнення».
Члени сімей жертв терактів звинуватили силовиків у некомпетентності і зажадали притягнути владу до відповідальності. Путін особисто пообіцяв організації «Матері Беслану» провести «об'єктивне розслідування». 26 грудня 2005 року російська прокуратура, яка розслідувала теракт, заявила, що силовики не допустили жодної помилки.

### Дані незалежної експертизи
Депутат Державної Думи РФ, доктор технічних наук Юрій Савельєв, експерт з питань зброї та вибухівки, який був членом парламентського комітету з питань розгляду обставин теракту, представив спеціальну доповідь «Беслан: правда заручників», висновки якої докорінно відрізнялись від позиції решти учасників комісії.
У доповіді йдеться про те, що до терористичної атаки були залучені від 56 до 78 терористів, які приїхали сюди, принаймні, чотирма машинами. На третій день з даху сусіднього будинку школи був здійснений постріл запалювальною гранатою у вікно горища школи над спортивною залою. Як наслідок, на всьому горищі сталася пожежа. Через 22 секунди після першого пострілу був здійснений другий постріл по спортзалу, який призвів до руйнувань, що відповідають вибуху 6,1 кг в тротиловому еквіваленті. Велика кількість заручників в спортивному залі загинули саме через ці перші два вибухи. Обстріл школи з мінометів і танків здійснювався також у той час, коли заручники були всередині школи. Крім того, в доповіді йдеться, що гасіння пожежі в школі почалося більш ніж через дві години після її загоряння, через що багатьом бойовикам вдалося втекти.
За словами Савельєва, спецпризначенці застосували гранатомети без попередження як прелюдію до збройного штурму, ігноруючи переговори, що, очевидно, тривали. У лютому 2007 року двоє членів комісії (Савельєв і Юрій Іванов) засудили розслідування як прикриття, а офіційну версію подій Кремля — як сфабриковану. Вони відмовилися підписати звіт Торшина.

### Суд над Нурпашою Кулаєвим
Єдиний вцілілий бойовик, затриманий під час штурму, 24-річний Нурпаша Кулаєв, уродженець Чечні, був ідентифікований колишніми заручниками як один із нападників. Російський державний «Перший канал» показав фрагменти допиту Кулаєва, в якому він розповів, що його групою керували уродженець Чечні на псевдо «Полковник» і уродженець Північної Осетії Володимир Ходов. За словами Кулаєва, «Полковник» застрелив одного бойовика і підірвав двох жінок-смертниць, оскільки вони виступали проти захоплення дітей.
У травні 2005 року Кулаєв став підсудним у суді Республіки Північна Осетія. Він був звинувачений у вбивстві, тероризмі, викраденні людей та інших злочинах і визнав себе винним за сімома пунктами обвинувачення. Багато колишніх заручників засудили судовий процес, називаючи його «димовою завісою» і «фарсом». Деякі родичі жертв, які використовували судовий процес у своїх спробах звинуватити владу, навіть закликали помилувати Кулаєва, щоб він міг вільно говорити про те, що сталося. Голову ФСБ Миколу Патрушева викликали для надання свідчень, але він не з'явився на суд.
Через десять днів, 26 травня 2006 року, Нурпашу Кулаєва було засуджено до довічного ув'язнення. Пізніше Кулаєв зник у російській тюремній системі. У відповідь на питання про те, чи був Кулаєв убитий або помер у в'язниці, у 2007 році російські урядовці заявили, що він живий і очікує початку відбування покарання.
У вересні 2021 року Кулаєв оскаржив свій вирок, пославшись на допущені під час суду порушення, а також на неякісну роботу свого колишнього адвоката Альберта Плієва. Отримавши відмову, Кулаєв повторно запросив перегляд справи у 2022 році. Станом на 2022 рік Кулаєв відбував термін у колонії «Полярна сова», розташованій у селищі Харп Приуральського району Ямало-Ненецького автономного округу Росії.

## Критика російської влади

### Дезінформація і приховування інформації
На відміну від висвітлення подій на іноземних телеканалах новин (таких як CNN та BBC), облога не транслювалася в прямому ефірі жодним з трьох основних державних російських телевізійних мереж. Російське державне телебачення повідомляло лише офіційну інформацію про кількість заручників під час теракту. Наполегливо називалася цифра 354 особи, яку спочатку повідомляли Лев Дзугаєв (прес-секретар голови Північної Осетії) і Валерій Андрєєв (начальник республіканського управління ФСБ). Пізніше стверджувалося, що Дзугаєв лише поширював інформацію, надану йому «співробітниками адміністрації президента Росії, які перебували в Беслані з 1 вересня».
Завідомо неправдива цифра мала серйозні наслідки для поводження з заручниками з боку розлючених терористів і сприяла оголошенню «добровільного голодування серед заручників». Повідомлялося, що бойовики казали: «Може, нам варто вбити достатньо вас, щоб дійти до цієї цифри?». Урядова дезінформація також спричинила випадки насильства з боку місцевих жителів, які знали про реальну кількість заручників, проти представників російських та іноземних ЗМІ.

8 вересня 2004 року кілька провідних російських і міжнародних правозахисних організацій, включаючи Amnesty International, Human Rights Watch, «Меморіал» і Московську Гельсінську групу, опублікували спільну заяву, в якій вказали на відповідальність, яку несе російська влада за поширення неправдивої інформації:
Ми також серйозно стурбовані тим, що влада приховувала справжній масштаб кризи, зокрема, дезінформуючи російське суспільство про кількість заручників. Ми закликаємо російську владу провести всебічне розслідування обставин подій у Беслані, яке має включати вивчення того, як влада інформувала все суспільство і сім'ї заручників. Ми закликаємо оприлюднити результати такого розслідування.
Російська пропагандиська газета «Московський комсомолець» вела рубрику під заголовком «Хроніка брехні», детально описуючи різні початкові повідомлення офіційних осіб про захоплення заручників, які згодом виявилися неправдивими.

### Інциденти з журналістами
Впродовж облоги деякі журналісти намагалися виступити в ролі переговорників. Зокрема журналістка «Нової Газети» Ганна Політковська, що вела переговори під час теракту в Москві у 2002 році, намагалася вийти на Аслана Масхадова, аби вмовити його вийти на перемовини з терористами. Проте саму її влада двічі не пускала на борт літака, а коли їй врешті-решт це вдалося, вона була отруєна на борту літака, що прямував до Ростова-на-Дону.
Згідно з доповіддю Організації з безпеки і співробітництва в Європі (ОБСЄ), кілька кореспондентів були затримані або зазнали інших утисків після прибуття до Беслану (включаючи росіян Анну Горбатову і Оксану Семенову з «Новых Известий», Мадіну Шавлохову з «Московського комсомольця», Олену Мілашину з «Нової газети» і Саймона Островського з «The Moscow Times»). Кілька іноземних журналістів також були ненадовго затримані, в тому числі група журналістів польської «Газети Виборчої», французької «Ліберасьйон» і британської «Гардіан». Багато іноземних журналістів зазнали тиску з боку сил безпеки, а у знімальних груп телеканалів ZDF і ARD (Німеччина), AP Television News (США) і «Руставі-2» (Грузія) були конфісковані матеріали.
Знімальна група «Руставі-2» була заарештована. Міністр охорони здоров'я Грузії заявив, що кореспондентка Нана Лежава, яку п'ять днів утримували в російському СІЗО, була отруєна небезпечними психотропними препаратами (як і Політковська, Лежава втратила свідомість після того, як їй дали чашку чаю). Знімальна група іншого грузинського телеканалу, «Mze», була вислана з Беслана.
Після теракту почастішали заяви про те, що влада заважала роботі преси в Беслані й обмежувала свободу слова. Як ілюстрації цього наводилися арешти журналістів двох телеканалів (грузинського «Руставі-2» і арабського «Аль-Арабія») і відставка головного редактора «Известий» Рафа Шакірова.

### Характер штурму і підготовка до нього

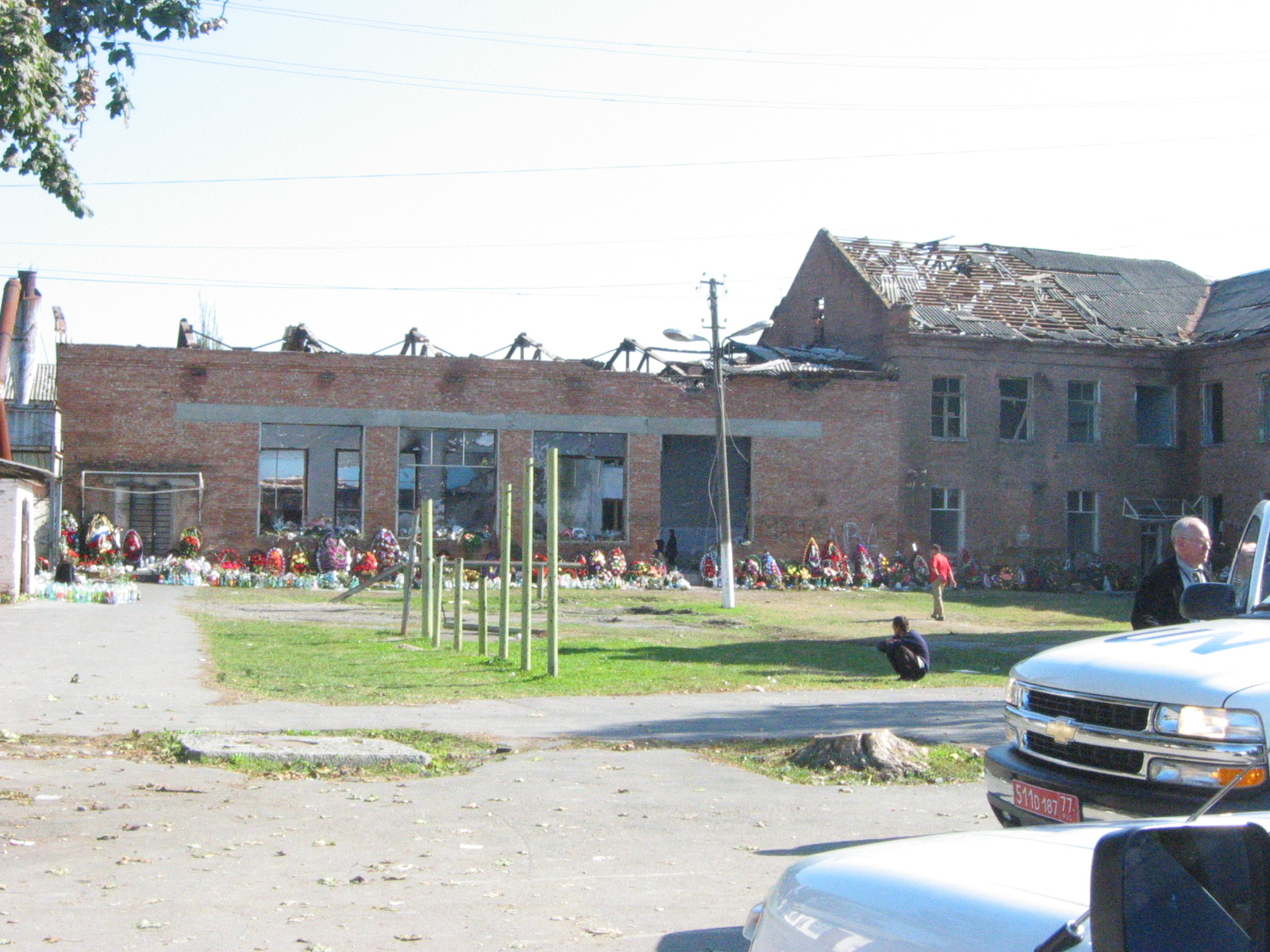
Зруйнована школа № 1 в Беслані. На фото видна відсутність даху в приміщенні спортзалу, що обвалився внаслідок використання російськими силовиками вогнеметів «Джміль»

Критики, в тому числі самі жертви і родичі жертв, звинувачували російський уряд і силовиків в тому, що штурм школи був безжальним. Здебільшого це пов'язано з використанням важкої зброї, такої як танки і ракетні вогнемети «Джміль», використання яких було офіційно підтверджено. «Джміль» — це зброя, що використовує термобаричні заряди, що запалює повітря, висмоктує кисень із закритого приміщення і створює величезну хвилю тиску, яка розчавлює все, що вціліло після вогню. Деякі правозахисники стверджують, що щонайменше 80% заручників були вбиті пересічним вогнем з боку російських силовиків. За словами Павла Фельгенгауера, «це була не операція з порятунку заручників, а військова операція, спрямована на знищення терористів». Девід Саттер заявив, що цей інцидент «представляє жахливий портрет російського керівництва і його повну зневагу до людського життя».
Російська влада піддавалася критиці за те, що вона не організувала все належним чином, в тому числі не забезпечила безпеку місця події від проникнення цивільних осіб, а служби екстреної допомоги не були готові протягом 52 годин теракту, через що багато заручників доставлялися до медичних закладів в тому числі на приватних авто, а медичну допомогу їм були вимушені надавати здебільшого у Владикавказі, оскільки в Беслані не були готові до такої кількості жертв. Уряд також піддавався різкій критиці з боку багатьох місцевих жителів, які через дні і навіть місяці після теракту не знали, чи живі їх діти, оскільки лікарні були повністю ізольовані від зовнішнього світу. Через два місяці після теракту місцевий водій Муран Кацанов знайшов людські рештки та документи, що посвідчують особу, на сміттєзвалищі на околиці Беслана. Ця знахідка в подільшому викликала ще більше обурення.
Крім того, лунали серйозні звинувачення в тому, що федеральні чиновники не намагалися серйозно вести переговори із бойовиками і навіть перешкоджали їм (включно з отруєнням Політковської і погрозами з Москви заарештувати президента Північної Осетії Дзасохова, якщо він приїде на переговори), а також навмисно надавали ЗМІ невірні і непослідовні звіти про ситуацію.

## Ініціативи та протести матерів Беслана
1 вересня 2016 року, в річницю трагедії, під час траурних заходів в місті Беслан п'ятеро жінок зняли куртки, під якими були білі футболки з написом «Путін — кат Беслана». Докази того, що стрілянина по школі з усіх видів важкої зброї, в тому числі вогнеметами «Джміль», була розпочата саме урядовими силовиками — давно вже були представлені і викладені громадськості незалежними експертами та журналістами. Ніхто, крім Путіна не міг віддати наказ урядовим військам стріляти, а провідною тезою Путіна за цих подій було: «З терористами переговорів не провадимо» — себто він принципово і заздалегідь відмовлявся врятувати дітей.
Учасницями акції стали Емілія Бзарова (загинув 9-річний син Аслан), Жанна Цірихова (була заручницею, загинула 8-річна дочка Єлизавета), Світлана Маргієва (була заручницею, загинула дочка Ельвіра), Елла Кесаєва (дочка Заріна була в заручниках), Емма Бетрозова (загинули: чоловік Руслан, сини 16-річний Алан і 14-річний Аслан). Жінки були затримані і засуджені до штрафів або виправних робіт. Разом із жінками були затримані кореспонденти, які зафільмували акцію.

## Пам'ять

### Нові школи

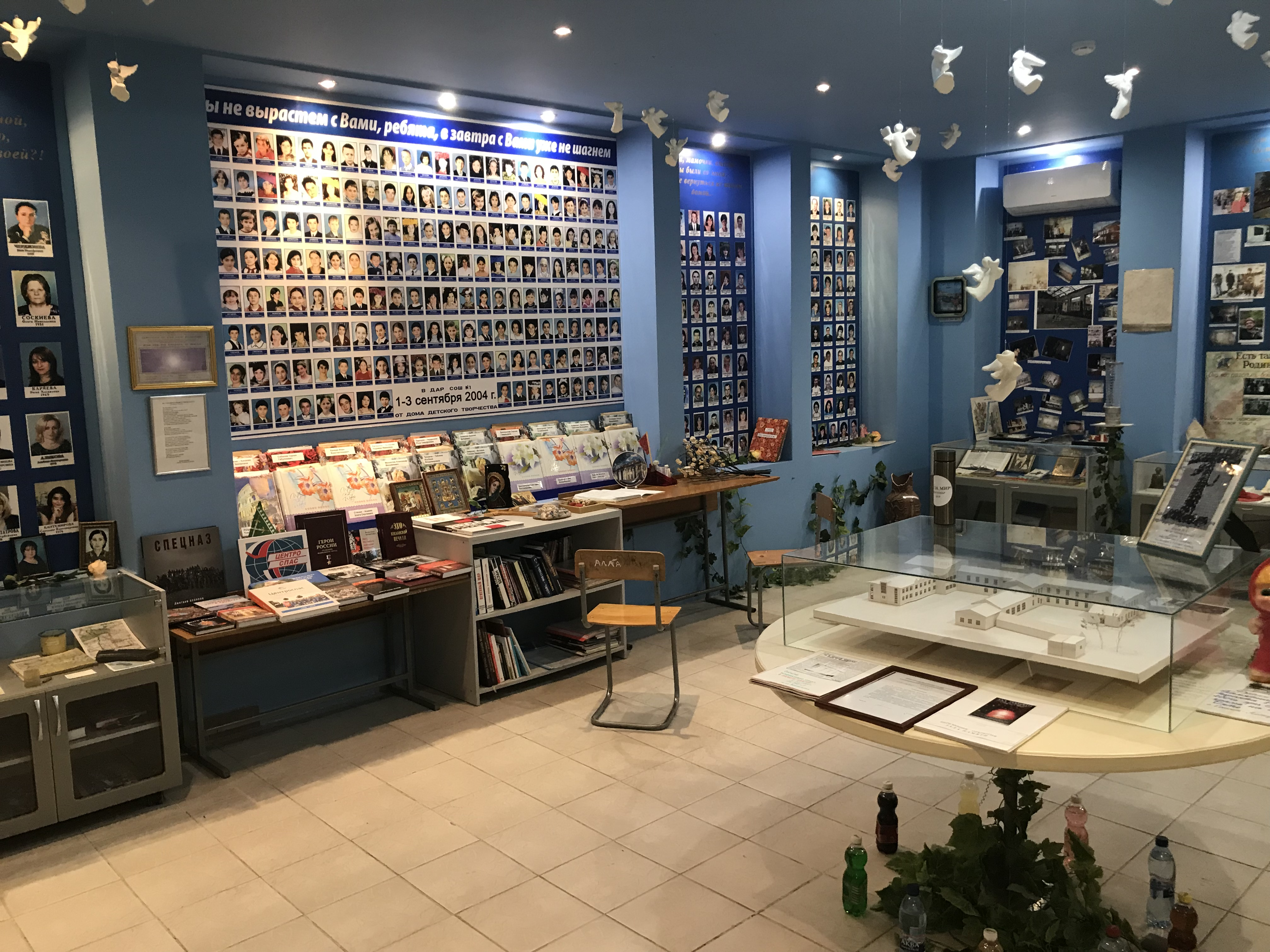
Музей теракту в школі імені Героїв Спецназу в Беслані

У серпні 2005 року в Беслані було збудовано дві нові школи за кошти московського уряду. Одна з нових школ, збудована в 2010 році у тому числі на кошт урядів Греції і Норвегії була названа на честь одного із заручників, вчителя фізкультури Яніса Канідіса (етнічний грек, родом з Грузії), який врятував життя багатьох дітей і загинув під час теракту. Опинившись серед заручників, 74-річний Канідіс неодноразово ризикував життям, вимагаючи у терористів воду для маленьких дітей і намагаючись полегшити долю заручників. 3 вересня Канідіс був убитий: після вибухів у залі почалася метушня, і він спробував відібрати автомат у бойовика, але був застрелений.
Нову будівлю школи без присвоєння номера було зведено у 2005 році на місці спеціально знесеної заради цього школи-інтернату, що розташовувалася практично навпроти школи, де відбувся теракт. Нова будівля викликала суперечливу реакцію з боку жителів Беслана через близькість до остова старої школи, що створює психологічний стрес для учнів, які вижили в теракті. Влада хотіла присвоїти школі новий номер (№ 9), але співробітники школи та учні, особливо ті, хто були серед заручників, різко виступили проти цього. У самій школі класам, які відзначилися в навчанні, присвоюють почесні імена на честь загиблих співробітників Центру спеціального призначення ФСБ. У школі також організовано музей, що включає зал пам'яті, присвячений загиблим заручникам; зал, що розповідає про історію навчального закладу, етнографічний зал і зал слави, присвячений спецпризначенцям і всім, хто рятував заручників. Серед численних експонатів музею — особисті речі заручників, газетні вирізки, фотографії, прострелена класна дошка та експозиція з уламками, видаленими з тіл жертв.

### Меморіали
3 вересня 2005 року на меморіальному кладовищі «Місто ангелів», де було поховано більшість жертв теракту, відбулося відкриття пам'ятника «Древо скорботи». Бронзова композиція, виконана скульпторами Аланом Корнаєвим і Заурбеком Дзанаговим, являє собою стовбур дерева, сформований чотирма жіночими фігурами. Крона дерева утворена розпростертими руками жінок, які тримають ангелів, що символізують загиблих дітей.
Неподалік від меморіалу знаходиться пам'ятник загиблим бійцям «Альфи» і «Вимпела»: розкинутий військовий плащ, на якому встановлені шолом і бронежилет, який накриває собою дитячу іграшку і книжку.
У травні 2012 року рішенням адміністрації міста Беслана частина вулиці Комінтерну, де розташовувалася будівля школи № 1, була перейменована на «Вулицю Героїв ЦСП». Рішення про перейменування було ухвалено під час громадських слухань, у яких брали участь як постраждалі в теракті, так і громадські організації. Проте перейменування викликало протест серед деяких громадян, які вважають, що контртерористична операція, що проводилася Центром спеціального призначення ФСБ, стала причиною загибелі заручників. В результаті повторного засідання з назви вулиці було прибрано букви «ЦСП».
Також у пам'ять про загиблих унаслідок теракту встановили пам'ятники у Флоренції, Кастельново-ді-Сотто, Сан-Марино, Москві, Санкт-Петербурзі, Владикавказі, Ульяновську, Орську та Липецькій області.

### В масовій культурі
Теракт в Беслані знайшов широкий відгук у масовій культурі, зокрема у російській. Свої пісні трагедії присвячували Йосип Кобзон, Наталія Власова, гурт «Аліса» і інші виконавці. Бесланські події також стали темою творів зарубіжних музикантів: гурт After Forever написав пісню «Living Shields» (укр. «Живі щити»), Tactical Sekt — композицію «Beslan», а італійський композитор Джованні Аллеві створив п'єсу для симфонічного оркестру під назвою «Foglie di Beslan» (укр. «Листя Беслану»).
Не рахуючи великих публікацій у пресі на кшталт розслідування журналу Spiegel, існує щонайменше десять книжок про бесланський теракт. Деякі присвячені пам'яті заручників, інші аналізують події, що відбулися, або висвітлюють пов'язані з бесланським терактом теми.
Про теракт було знято понад 20 документальних фільмів, присвячених пам'яті заручників і загиблих учасників рятувальної операції. Повідомлення про можливий вихід художніх фільмів про захоплення заручників у Беслані неодноразово з'являлися в пресі, але більшість з анонсованих робіт не було реалізовано. Так, 2006 року було оголошено про викуп голлівудською студією прав на екранізацію статті «Школа» за авторством американського журналіста Крістофера Чіверса, а 2010 року був анонсований план запуску у виробництво британського фільму «Беслан». 2011 року повідомляли про прийдешній вихід російського фільму «Татова донька», сюжет якого також був оснований на подіях вересня 2004 року.